# Страхонинец
Страхонинец је насељено место и седиште општине у Међимурској жупанији, Хрватска. До територијалне реорганизације у Хрватској налазио се у саставу бивше велике општине Чаковец.

## Становништво
На попису становништва 2011. године, општина, одн. насељено место Страхонинец је имало 2.682 становника.

## Попис1991.
На попису становништва 1991. године, насељено место Страхонинец је имало 2.580 становника, следећег националног састава:
| Попис 1991.‍   | Попис 1991.‍  | Попис 1991.‍ | Попис 1991.‍ | Попис 1991.‍ |
| ------------- | ------------ | ----------- | ----------- | ----------- |
|               |              |             |             |             |
| Хрвати        | Хрвати       |             | 2.475       | 95,93%      |
| Југословени   | Југословени  |             | 23          | 0,89%       |
| Срби          | Срби         |             | 8           | 0,31%       |
| Словенци      | Словенци     |             | 7           | 0,27%       |
| Албанци       | Албанци      |             | 4           | 0,15%       |
| Словаци       | Словаци      |             | 4           | 0,15%       |
| Македонци     | Македонци    |             | 1           | 0,03%       |
| Муслимани     | Муслимани    |             | 1           | 0,03%       |
| Немци         | Немци        |             | 1           | 0,03%       |
| Украјинци     | Украјинци    |             | 1           | 0,03%       |
| неопредељени  | неопредељени |             | 25          | 0,96%       |
| регион. опр.  | регион. опр. |             | 2           | 0,07%       |
| непознато     | непознато    |             | 28          | 1,08%       |
| укупно: 2.580 |              |             |             |             |